# Urecar Motor
Die Urecar Motor Co. war ein britischer Automobilhersteller, der nur 1923 in Bournemouth ansässig war.
Der Urecar war ein Leichtfahrzeug mit Vierzylinder-Reihenmotor von Dorman. Der Motor war mit 9,8 hp angegeben.

## Quelle
- David Culshaw & Peter Horrobin: The Complete Catalogue of British Cars 1895–1975. Veloce Publishing plc. Dorchester (1997). ISBN 1-874105-93-6